# Enrique Bolaños Geyer
Enrique José Bolaños Geyer (Masaya, 13 de maio de 1928 – Manágua, 14 de junho de 2021) foi um engenheiro, político e empresário nicaraguense, e foi presidente da Nicarágua de 2002 a 10 de janeiro de 2007. Bolaños Geyer tem ascendência espanhola e alemã.
Bolaños foi vice-presidente de seu antecessor, Arnoldo Alemán. Em 4 de novembro de 2001, ele derrotou Daniel Ortega da Frente Sandinista de Libertação Nacional nas eleições presidenciais e foi empossado presidente em 10 de janeiro de 2002. Foi membro do Partido Liberal Constitucionalista (PLC) até romper com ele para ajudar na formação a Aliança pela República (APRE). No início de seu mandato liderou uma campanha anticorrupção contra seu antecessor e o chefe do PLC Arnoldo Alemán.
Bolaños morreu em 14 de junho de 2021. No entanto, as causas do falecimento não foram divulgadas.